# Magnoliophyta
Magnoliophyta is een botanische naam in de rang van afdeling (divisio, phylum). Deze naam is gevormd door in de familienaam Magnoliaceae de uitgang -aceae te vervangen door -ophyta.
Er is geen overeenstemming of een dergelijke afdeling erkend moet worden, of, indien ze erkend wordt, welke planten ze bevat en wat de interne taxonomie moet zijn. Het bekendste systeem voor plantenclassificatie dat deze afdeling gebruikte is het Cronquist systeem, waarvan het voornaamste boek gepubliceerd is in 1981. In het systeem zoals oorspronkelijk door Cronquist gepubliceerd zijn de Magnoliophyta de groep die elders de bedektzadigen heten (Angiospermae).
Merk echter op dat de 22e editie van de Heukels (die op Cronquist gebaseerd is) de bedektzadigen worden aangeduid met de naam Magnoliopsida (in de rang van klasse). De 23e druk is gebaseerd op het APG II-systeem (2003) en duidt de bedektzadigen aan als "Bedektzadigen", een clade zonder formele botanische naam of rang.